# Marchagaz
Marchagaz (extremadurai nyelven Marchegás) település Spanyolországban, Cáceres tartományban. Marchagaz Casar de Palomero és Palomero községekkel határos. Lakosainak száma 236 fő (2024).

## Népesség
A település népessége az elmúlt években az alábbi módon változott:
| Lakosok száma | 315  | 294  | 269  | 248  | 241  | 231  | 213  | 207  | 247  | 236  |
|               | 2001 | 2004 | 2006 | 2009 | 2011 | 2014 | 2016 | 2019 | 2021 | 2024 |